# August Kalkmann

August Dethard Kalkmann (* 24. März 1853 in Hamburg; † 17. Februar 1905 in Berlin) war ein deutscher Klassischer Archäologe.

## Leben und Werk
August Kalkmann stammte aus einem Hamburger Patriziergeschlecht, sein Vater war der Kaufmann Hermann Dethard Kalkmann (1816–), sein Bruder der Kaufmann und Kunstsammler Ernst Kalkmann (1855–1930). Er besuchte anfänglich die Realschule und begann eine Kaufmannslehre, ging dann aber 1871 auf die Gelehrtenschule des Johanneums, wo er 1873 das Abitur ablegte. Ab 1874 studierte er an der Universität Bonn Klassische Philologie und Archäologie bei Franz Bücheler, Hermann Usener und Reinhard Kekulé von Stradonitz, daneben auch Kunstgeschichte bei Carl Justi. Zwei Semester verbrachte er in Berlin, ein Semester in München. Er wurde am 20. Dezember 1881 in Bonn mit einer altphilologischen Arbeit über die Hippolyttragödie des Euripides promoviert, kurz darauf ließ er eine Arbeit zu den bildlichen Darstellungen des Hippolytos-Mythos folgen. Er ging nach der Promotion an die Berliner Universität, am 30. Oktober 1885 habilitierte er sich dort und wurde Privatdozent, am 28. Februar 1900 wurde er außerordentlicher Professor. 1887 bis 1891 reiste er in Italien, 1894 in Griechenland.
Kalkmann beschäftigte sich mit der antiken Kunst überwiegend anhand der Schriftquellen, so publizierte er etwa Monographien zu Pausanias und Plinius. Darüber handelten auch viele seiner Vorlesungen, ferner las er zur antiken Kunsttheorie, zur griechischen Plastik und zur Geschichte der griechischen Kunst. Als sein Hauptwerk gilt Die Proportion des Gesichtes in der griechischen Kunst (Berlin 1893). Hier versuchte er durch Messungen, die er in langen Tabellen präsentierte, Stilgeschichte messbar zu machen.
Seine Bibliothek ging nach seinem Tode an verschiedene Institutionen. Werke zur Klassischen Archäologie kamen an die Berliner Seminarbibliothek und befindet sich heute in den Bibliotheken der Klassischen Archäologie der Freien Universität und der Humboldt-Universität sowie der Bibliothek des Johanneums in Hamburg. Werke zur Kunstgeschichte kamen in die Bibliothek der Hamburger Kunsthalle, hier befinden sich auch seine Kollegmanuskripte.

## Veröffentlichungen (Auswahl)
- De Hippolytis Evripideis quaestiones novae. Bonn 1882 (Digitalisat).
- Über Darstellungen der Hippolytos-Sage. In: Archäologische Zeitung 41, 1883, Sp. 37–80. 105–154 (Digitalisat).
- Pausanias der Perieget. Untersuchungen über seine Schriftstellerei und seine Quellen. Reimer, Berlin 1886 (Digitalisat).
- Tatians Nachrichten über Kunstwerke. In: Rheinisches Museum für Philologie 42, 1887, S. 489–524.
- Die Proportionen des Gesichts in der griechischen Kunst (= Programm zum Winckelmannsfeste der Archäologischen Gesellschaft zu Berlin 53). Reimer, Berlin 1893 (Digitalisat).
- Die Quellen der Kunstgeschichte des Plinius. Weidmann, Berlin 1898 (Digitalisat).
- August Kalkmanns nachgelassenes Werk, hrsg. von Hermann Voß[7]. Curtius, Berlin 1910.